# 리처드 밴크로프트
리처드 밴크로프트(Richard Bancroft, 1544년-1610년 11월 2일)는 캔터베리 대주교이다.
랭카셔 출신으로 1597년 런던 주교가 되었다. 제임스 1세가 즉위한 다음해인 1604년 캔터베리 대주교가 되었다.